# كينوكاوا (واكاياما)
مدينة كينوكاوا (بالإنجليزية: Kinokawa)‏ هي أحد المدن التابعة لمحافظة واكاياما. تأسست رسميًا في 07/11/2005. ويقدر عدد سكانها بـ 67192 نسمة حسب تقدير مكتب الإحصاء الياباني لعام 2012. تبلغ مساحة كينوكاوا 228.24 كم2. بكثافة سكانية تبلغ 294 نسمة/كم2.

## أعلام
- القطة تاما